# Newport, Rhode Island

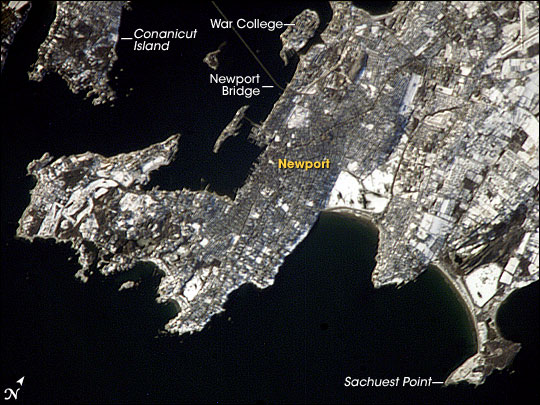
En satellitbild på Newport.

Newport är en stad i Newport County, Rhode Island, USA med cirka 26 475 invånare (2000).

## Historik

### Kolonialtiden

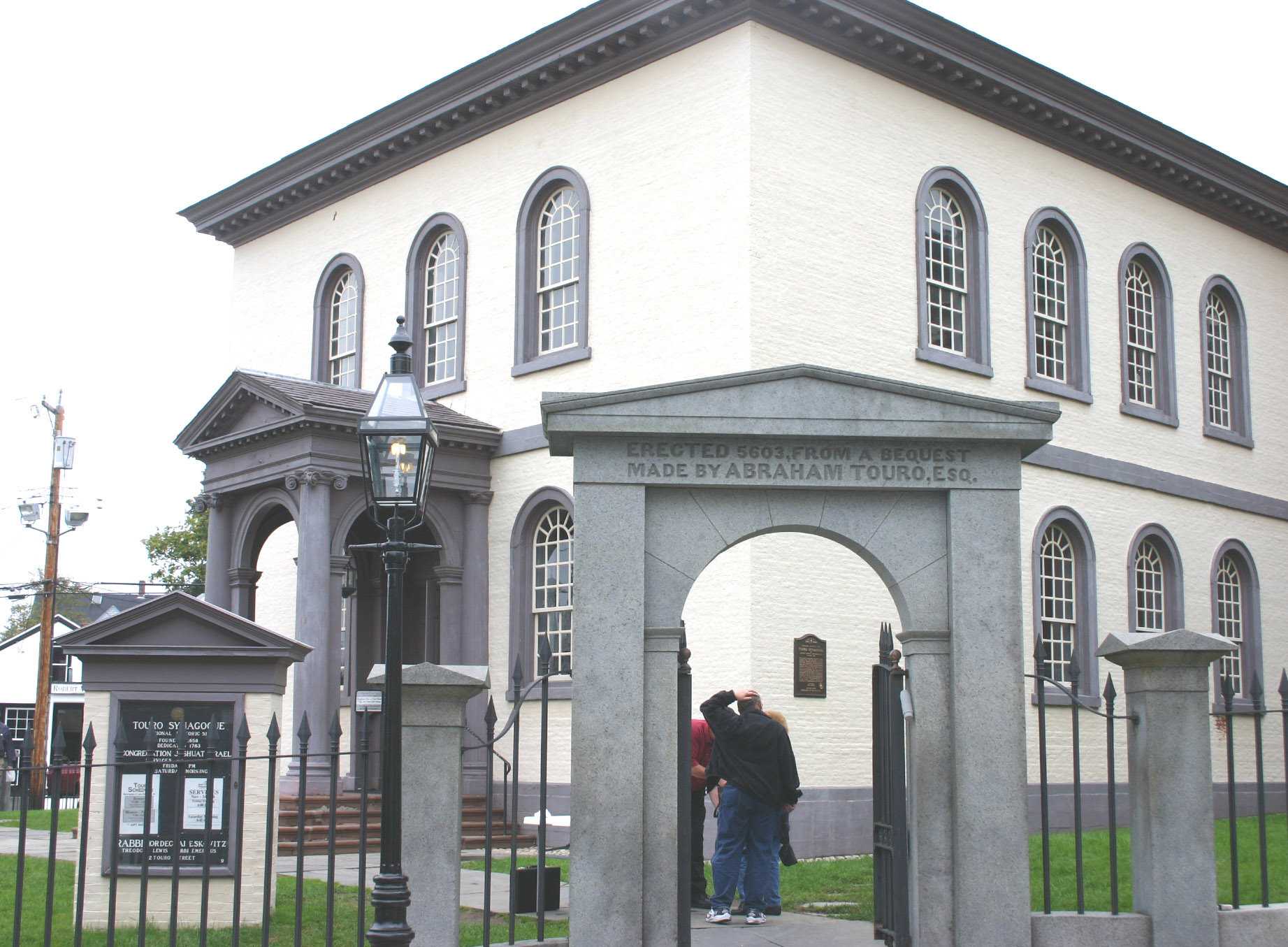
Touro Synagogue, USA:s äldsta existerande synagoga.

Newport grundades 1639.

## Utbildning
I Newport ligger Naval Station Newport som är säte för Naval War College.

## Kultur
International Tennis Hall of Fame är ett tennismuseum vid Newport Casino i Newport, Rhode Island. Museet grundades 1954 av James Van Alen och är numera det största tennismuseet i världen.

## Bellevue Avenue historiska distrikt
Under stadens ”gyllene” ålder på 1800-talet byggdes några av de största herrgårdarna i USA:s historia. Idag underhålls majoriteten av herrgårdarna av The Preservation Society of Newport County och finns öppna för allmänheten att besöka.
Kända herrgårdar är bland annat:
- The Elms
- The Breakers

## Vänorter
Newport har följande vänorter:
- Imperia, Italien
- Kinsale, Irland
- Ponta Delgada, Azorerna
- Saint John, New Brunswick, Kanada
- Shimoda, Japan
- Skiathos, Grekland

## Galleri

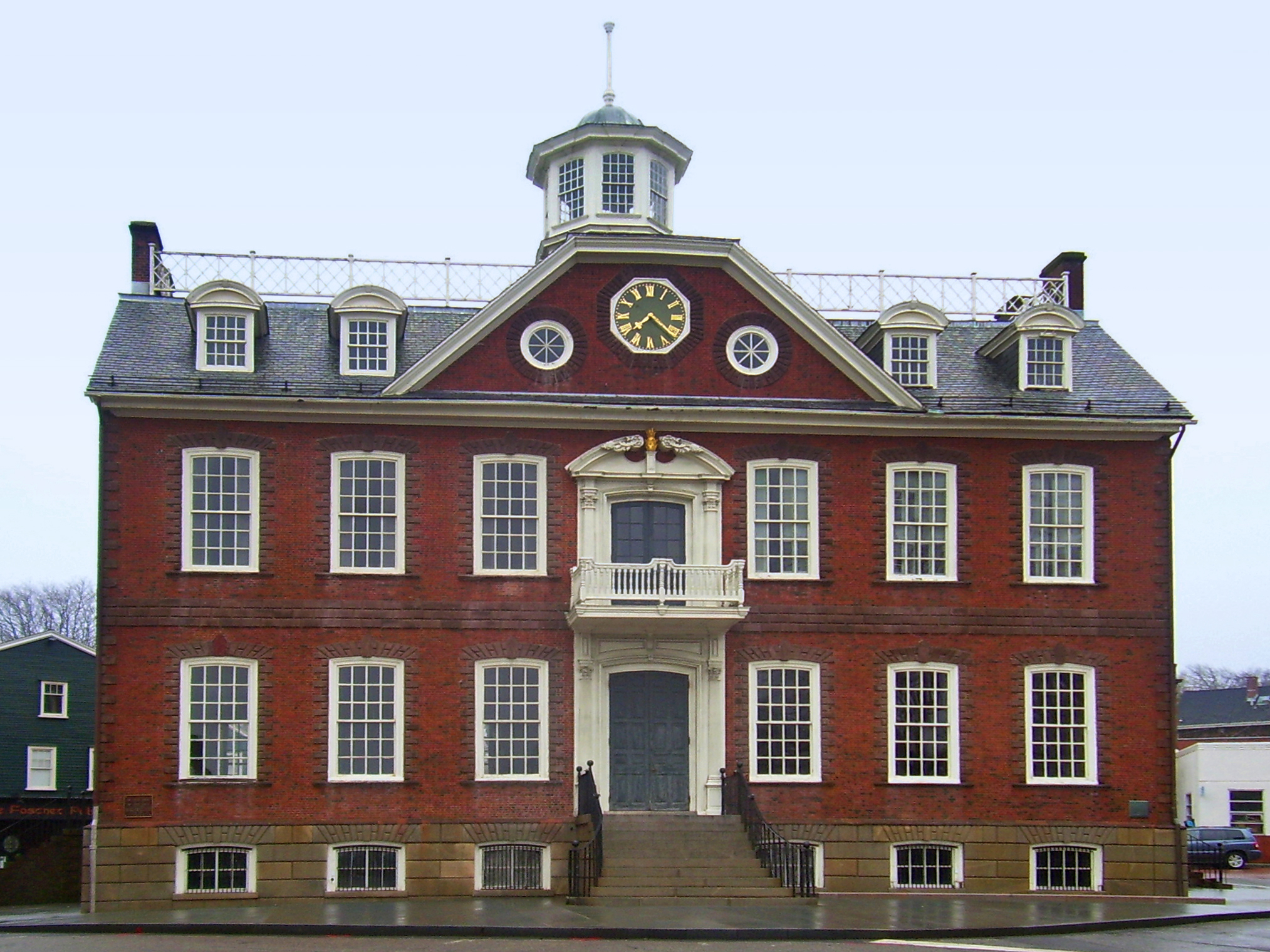
Old Rhode Island State House.
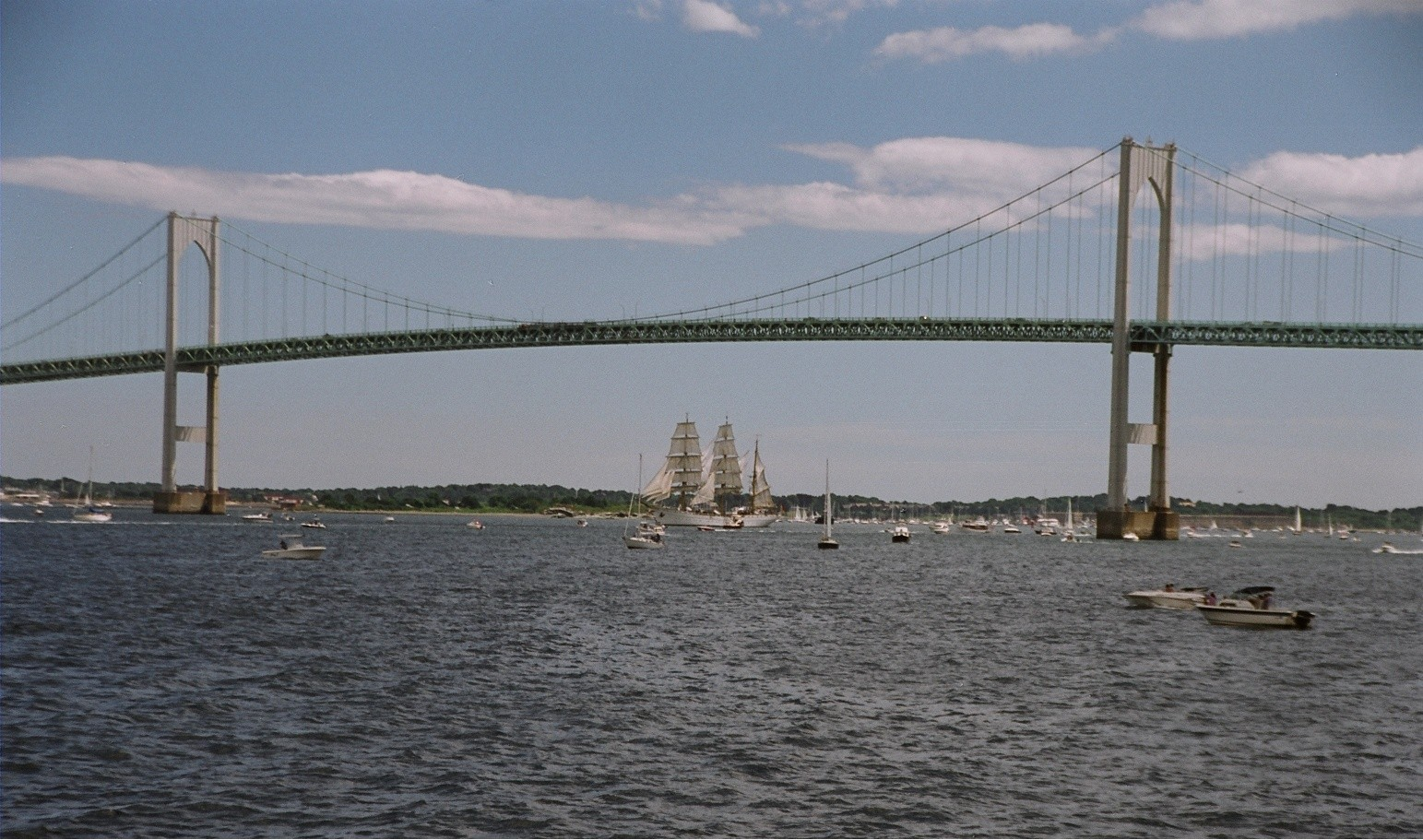
Newport-bron som binder samman Newport och Jamestown.
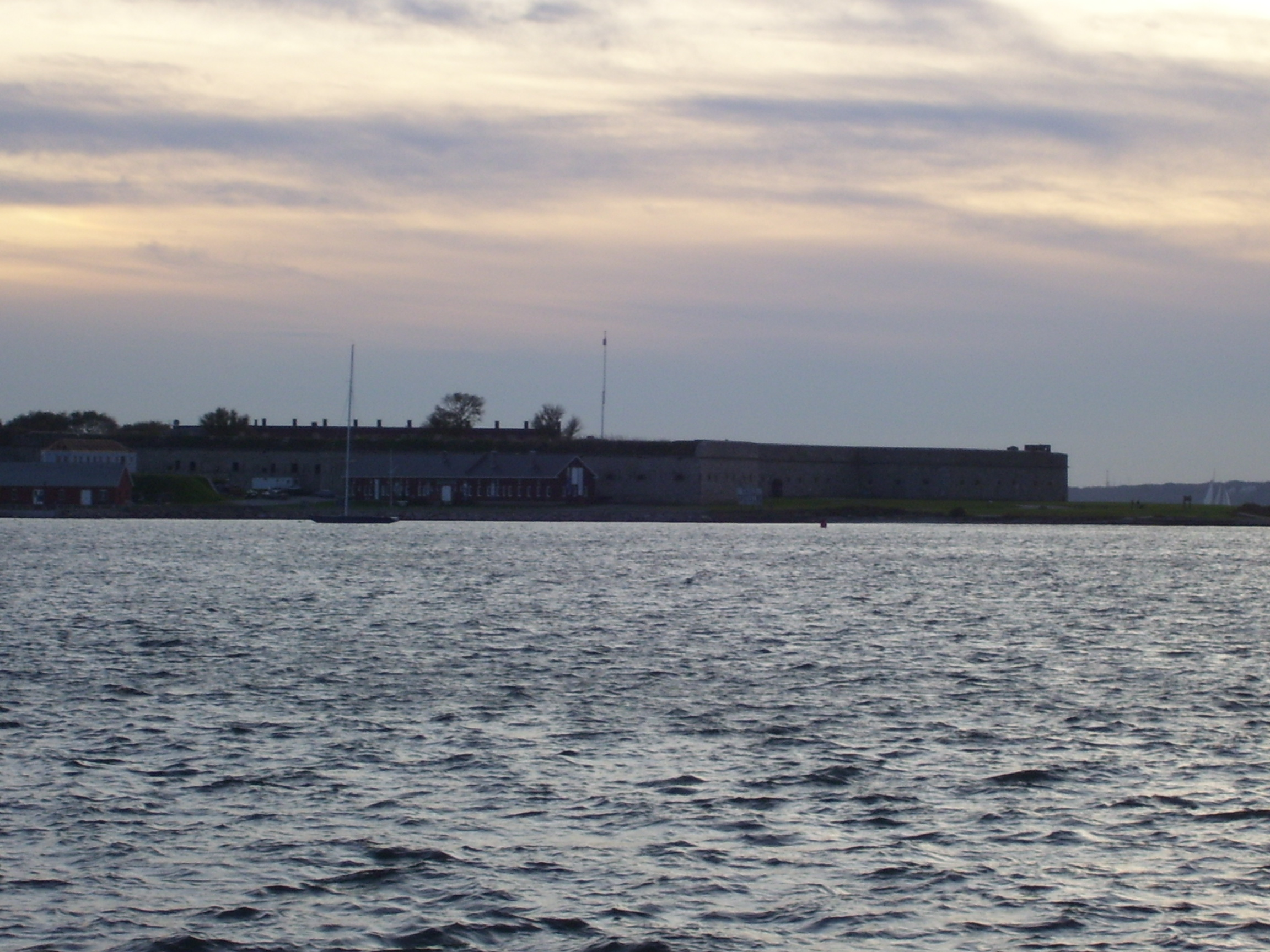
Fort Adams.
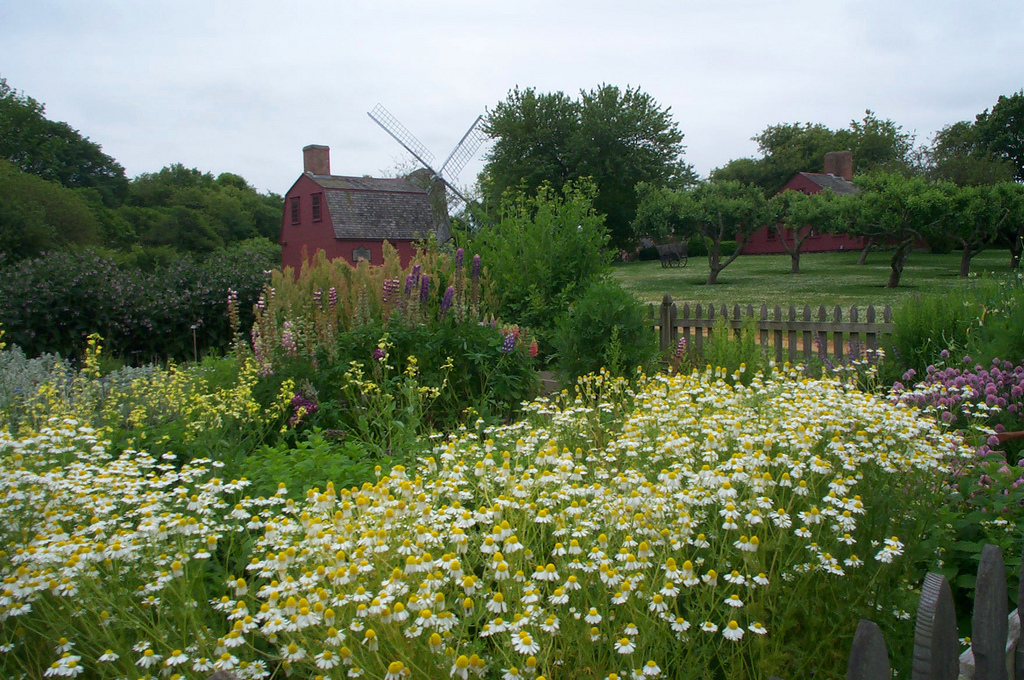
Prescott Farm.